# Landgericht Frammersbach
Das Landgericht Frammersbach war ein am 1. Oktober 1814 errichtetes bayerisches Landgericht älterer Ordnung mit Sitz in Frammersbach im heutigen Landkreis Main-Spessart. Durch allerhöchste Entschließung vom 22. November 1823 wurde das Landgericht Frammersbach aufgelöst und dem Landgericht Lohr zugeteilt.
Die Landgerichte waren im Königreich Bayern Gerichts- und Verwaltungsbehörden, die 1862 in administrativer Hinsicht von den Bezirksämtern und 1879 in juristischer Hinsicht von den Amtsgerichten abgelöst wurden.